# پل ساروق
پل ساروق مربوط به دوره صفوی است و در شهرستان تکاب، نزدیک بند رودخانه ساروق واقع شده و این اثر در تاریخ ۷ مهر ۱۳۸۱ با شمارهٔ ثبت ۶۱۵۶ به‌عنوان یکی از آثار ملی ایران به ثبت رسیده است. قدمت أین پل به دوره صفوی می‌رسد. أین پل بطول ۵/۶۲ متر (با احتساب دو انتهای آن) و عرض آن ۴۰/۶ متر می‌باشد و دارای سه دهانه یا چشمه طاق بزرگ و ۲ عدد چشمه طاق کوچک بر روی پایه‌ها با قوس جناغی است. جهت پل شمالی ـ جنوبی است. بستر این پل بعلت رسوبی بودن کف رودخانه و سست بودن خاک توسط سنگهای لاشه صاف و تخته سنگهای تراشیده سنگ‌فرش شده است. اندازه پایه‌های پل ۵/۴ * ۵/۶ متر می‌باشد که دیوارهای خارجی آنها با سنگهای مکعب تراشیده شده چهارگوش در اندازه‌های متفاوت ساخته شده است و داخل دیوارهای پایه‌ها یعنی قسمتهای وسطی پایه را با سنگهای لاشه و قلوه سنگ پرکرده‌اند. چشمه طاق‌ها با طاق جناغی در روی پایه‌های سنگی با آجر ساخته شده‌اند. سطح گذرگاه بگونه منظمی با سنگ‌های کف رودخانه‌ای فرش شده است و در کنار آن جان پناه‌هایی به ارتفاع ۷۵ سانتیمتر ساخته شده است. سطح گذرگاه پل به علت نامساوی بودن اندازه چشمه‌ها دارای شیب ملایم بطرف جنوب می‌باشد. پل ساروق دارای سه چشمه یا دهانه است که در هنگام بهار و فصل پرآبی رودخانه آب از هر سه طاق آن عبور می‌کند و در تابستان فقط از چشمه وسطی آن عبور می‌کند. این پل در مسیر کاروان رو قدیم تبریز ـ همدان برپا شده بوده است. مسیری که پل مزبور روی آن ساخته شده در طول تاریخ یکی از مسیرهای مهم ارتباطی بوده و ساخت پل از همان ابتدا ضروری بوده است .